# E.164
E.164 je technické doporučení ITU, které popisuje číslovací plán používaný pro mezinárodní telefonní síť (a některé jiné telekomunikační sítě). Telefonní číslo v tomto formátu obvykle začíná znakem + a může mít až patnáct číslic.